# Casa Ángel Giner
La casa Ángel Giner sita en la calle Mayor número 4 de la localidad de Vinaroz (Castellón), España. Es un edificio residencial de estilo modernista valenciano, construido en el año 1914.

## Edificio
El edificio hace esquina con dos calles y consta de tres plantas incluyendo la baja. En la planta baja se desarrolla el uso comercial y los accesos, las plantas superiores se destinan a uso residencial.
Compositivamente se destaca la diferencia entre los distintos niveles, la planta baja se resuelve con importantes huecos verticales que llegan hasta el suelo, sobre una fachada de marcada textura por las acanaladuras horizontales y con un zócalo de piedra que actúa como base.
Las plantas de viviendas se resuelven con huecos verticales situados a eje sobre los anteriores que se abren a balcones de hierro fundido muy trabajados con motivos florales. Este tramo de fachada remata en una fina cornisa que separa el paramento y sirve como línea de arranque del antepecho de cubierta. Este antepecho dibuja una línea ondulada de obra que en los rebajes se completa con barandilla metálica.
El cuerpo más destacado por su potencia es el mirador en esquina elíptico. Este volumen resuelve de un modo muy correcto la intersección de ambos planos de fachada a la vez que permite un amplio campo visual desde el interior.
El mirador acabado en madera define el eje principal del edificio debajo del cual se sitúa el acceso principal. En la parte superior de la puerta de acceso se sitúa el anagrama de la casa sostenido por dos ángeles y en la parte superior del mirador se inscriben las iniciales del dueño de la casa. El mirador se remataba con una cúpula hoy desaparecida.